# خوان مانوئل لوسرو
خوان مانوئل لوسرو (انگلیسی: Juan Manuel Lucero؛ زادهٔ ۲۶ مهٔ ۱۹۸۵) بازیکن فوتبال اهل آرژانتین است.
از باشگاه‌هایی که در آن بازی کرده‌است می‌توان به باشگاه فوتبال کولو-کولو اشاره کرد.